# 대한민국 재향군인회
대한민국재향군인회(大韓民國在鄕軍人會, Korean Veterans Association) 또는 재향군인회는 1952년에 대한민국 국군 제대 장병 3만여 명을 회원으로 하여 창설된 전역 군인들의 친목단체로 1992년 12월 2일 주무부처가 국방부에서 국가보훈처로 변경되었다. 줄여서 약칭으로 향군이라고 하기도 한다.

## 개요
1952년 2월 1일 창설된 후, 1963년 7월 19일 법률 제1207호 대한민국 재향군인회법에 의해 법적 법인이 된 단체로, “재향군인 상호간의 친목을 도모하고 군인정신의 앙양과 군사능력을 증진하여 조국의 독립과 자유의 수호에 공헌”함을 목적으로 하고 있다.
재향군인회법 제5조에 의해 모든 퇴역 군인 출신과 예비역, 보충역필, 그리고 제2국민역으로 대한민국 국군에 소집되어 병역을 마친 자는 거의 대부분의 대한민국 성인 남자는 재향군인회 회원자격이 된다.
재향군인회는 민간단체의 성격을 띠고 있으나 정부로부터 기금이나 국고보조의 형태로 매년 200억원대에 해당하는 예산을 지원받고 있다.

## 설립 근거
- 대한민국재향군인회법 제1조[3]

## 주요 기능
- 재향군인 회원 상호간의 상부상조를 통한 친목도모
- 회원의 권익신장 및 권익증진
- 향토방위의 협조 및 지원
- 국제 재향군인회와 친선유지 및 유대강화
- 호국정신의 함양 및 고취
- 사업수행을 위한 수익사업 및 부대사업
- 조직: 시.도회: 13, 해외지회: 22(13개국), 직장지회: 2, 시.군.구회: 222, 직장연분: 8, 읍.면.동회: 3,247, 직장분회: 10
- 재향군인회원: 1,000만명

## 연혁
- 1952년 2월 1일: 대한민국 재향군인회 설립 (부산)
- 1953년 11월 17일: 제대장병 보도회로 개칭 (서울)
- 1957년 1월 7일: 대한상무회로 개칭
- 1960년 5월 4일: 대한민국 재향군인회로 개칭

## 조직

### 총회
- 감사
- 이사회

#### 대한민국재향군인회장

##### 부회장
- 대변인실
- 감사실
- 선거관리위원회
- 법규제도위원회
- 회관건립추진위원회
- 경영자문위원회
- 사무총장
  - 여성회
  - 현충사업단
  - 비서실
  - 기획/행정국
    - 기획부
    - 총무부
    - 인사부
    - 예산부

  - 조직/복지국
    - 조직부
    - 청년/여성부
    - 참전/복지부

  - 호국안보국
    - 안보기획부
    - 안보대응부
    - 인터넷안보부
    - 교육부
- 경영총장
  - 경영본부
    - 사업관리팀
    - 사업전략팀
    - 금융/재무팀
    - 자산관리팀

  - 국제협력실
  - 홍보팀
  - 안보문제연구소

## 논란과 의혹

### 정치활동 관여논란
재향군인회법 제 3조에 의해 재향군인회는 정치활동이 금지되어 있으나, 보수적인 일부 장성 출신들을 주축으로 '국가보안법 폐지 반대', '노무현 탄핵 찬성' 등의 정치 집회를 700만 전체 예비역을 대변하는 조직으로 활동해왔다. 최근까지도 '역사교과서 국민지지대회', '연평도 포격도발 5주기 성명'등 우익정치세력의 의견을 대변하는 정치집회 등을 활발히 진행해오고 있다.

### 대선개입 의혹
2013년 10월 30일, 민주당 김기식 의원은 '2012년 대선 당시 정치활동이 금지된 재향군인회가 SNS 활동을 통해 조직적으로 선거에 개입한 의혹이 있다'고 주장하며 특검실시를 요구했다. 이와 관련하여 한국진보연대는 이명박 전대통령이 국군사이버사령부와 보훈처, 행정안전부, 재향군인회 등을 동원해 여론을 왜곡하고 선거운동을 한 것이라고 주장하며 국가정보원법 위반 및 공직선거법 위반 혐의로 서울중앙지검에 고발했다.

### 경영비리
재향군인회는 거대조직을 거느리면서 1조원 이상의 대규모 자산을 운용하고 있다. 하지만, 이를 운용하면서 생긴 부채와 각종 비리들로 인하여 큰 논란이 되었다. 2010년, 재향군인회의 개발사업본부 간부가 대출 브로커와 짜고 부동산 프로젝트파이낸싱(PF)을 성사시킨 대가로 수억원을 받은 혐의로 구속되었다. 이외에도 과거부터 계속된 많은 경영비리 등으로 인해, 현 재향군인회는 부패가 매우 심각하다는 인식을 받고 있는 상태이다.

## 부채와 경영상태
재향군인회는 2015년 9월 기준 5516억원의 천문학적인 액수의 부채를 떠안고 있다. 현 재향군인회가 안고 있는 부채와 손실은 대부분 2000년 ~ 2006년간 제 29대와 제30대 회장을 연임했던 이상훈 전 회장 재임시절에 만들어진 것이다. 과거 보도 자료에 의하면 재향군인회는 이상훈의 지시에 의하여 2004년부터 수익을 노린 무분별한 PF 투자 사업을 추진했는데, 그 결과 2004년에만도 1,474억원의 손실이 발생 했고 손실금에 대한 은행이자와 원금을 갚지 못하자 은행으로부터 추가대출까지 받음으로서 부채가 눈덩이처럼 불어났으며, 이러한 악순환은 31대 박세직 회장 재임 때인 2008년 글로벌 금융위기로 인해 더욱 가속화하여 4,348억원으로 급증하였다. 박세직 회장은 부실한 경영 상태를 호전시킬 엄두도 못낸 체 건강이 악화되어 임기도중 사망했고, 그 후임 박세환 회장 때에도 부채는 계속 증가하여 7천억 원에까지 이르렀으나, 박세환 회장이 재향군인회 소유의 알짜 부동산을 팔아 일부부채를 해결함으로써 현재 5,500억 원 가량이 남게 되었다.

## 산하 주요 사업체
- 중앙고속
- 충주호 관광선
- 통일전망대
- 향우산업: 철도객차 청소용역 (폐업)
- 향우실업: KT불용품 처리, 보안문서파쇄처리
- 향우종합관리: 경비 및 청소용역
- 향군타워사업본부(운영 및 임대)
- 고속도로 휴게소 운영
- 군납 제조 납품
- 위례신도시 부지 향군 복지센터 계획

## 역대 향군회장
| 정부             | 번째 | 대수    | 성명           | (예)계급     | 출신      | 임관         | 재임기간                           | 비고                                        |
| ---------------- | ---- | ------- | -------------- | ------------ | --------- | ------------ | ---------------------------------- | ------------------------------------------- |
| 제1공화국        | 1    | 초대    | 백홍석(白洪錫) | 육군준장     | 평남 덕천 | 특임         | 1952년 2월 1일 ∼ 1952년 9월 9일    | 일본육사 27기                               |
| 제1공화국        | 2    | 2대     | 박승훈(朴勝薰) | 육군준장     |           | 특임         | 1952년 9월 10일 ∼ 1953년 7월 24일  | 일본육사 26기                               |
| 제1공화국        | 3    | 3·4대   | 신태영(申泰英) | (예)육군중장 | 서울      | 특임         | 1953년 7월 25일 ∼ 1957년 1월 16일  | 일본육사 26기, 국방부 장관 역임             |
| 제1공화국        | 4    | 5대     | 김일환(金一煥) | (예)육군중장 | 강원 철원 | 군영         | 1957년 1월 17일 ∼ 1959년 11월 25일 | 봉천군관 5기, 상공부 장관 역임              |
| 제1공화국        | 5    | 6대     | 이선근(李瑄根) | (예)육군준장 | 경기 개성 | 특임         | 1959년 11월 26일 ∼ 1960년 5월 3일  | 문교부 장관 역임                            |
| 제2공화국        | 6    | 7대     | 이대영(李大永) | (예)육군준장 | 서울      | 특임         | 1960년 5월 4일 ∼ 1960년 7월 15일   | 일본육사 26기                               |
| 제2공화국        | 7    | 8대     | 이형근(李亨根) | (예)육군대장 | 충남 공주 | 군영         | 1960년 7월 16일 ∼ 1961년 12월 11일 | 일본육사 56기, 합동참모총장 역임, 국보위    |
| 국가재건최고회의 | 8    | 9대     | 김홍일(金弘壹) | (예)육군중장 | 평북 용천 | 특임         | 1961년 12월 12일 ∼ 1962년 7월 17일 | 중국 귀주강무학교, 외무부 장관 역임         |
| 국가재건최고회의 | 9    | 10대    | 김성은(金聖恩) | (예)해병중장 | 경남 창원 | 해사 1기     | 1962년 7월 18일 ∼ 1963년 3월 4일   | 국방부 장관 역임                            |
| 국가재건최고회의 | 10   | 11·12대 | 이성호(李成浩) | (예)해군중장 | 평남 강서 | 특임         | 1963년 3월 5일 ∼ 1966년 1월 11일   | 진해고등해원                                |
| 제3공화국        | 11   | 13~17대 | 김일환(金一煥) | (예)육군중장 | 강원 철원 | 군영         | 1966년 1월 12일 ∼ 1975년 2월 25일  | 봉천군관 5기, 내무부 장관, 교통부 장관 역임 |
| 제4공화국        | 12   | 18~21대 | 이맹기(李孟基) | (예)해군중장 | 경북 고령 | 해사 1기     | 1975년 2월 26일 ∼ 1982년 2월 25일  | 국보위                                      |
| 제5공화국        | 13   | 22대    | 김종환(金鍾煥) | (예)육군대장 | 경기 화성 | 육사 4기     | 1982년 2월 26일 ∼ 1985년 2월 25일  | 합동참모의장, 내무부 장관 역임, 국보위      |
| 제5공화국        | 14   | 23대    | 백석주(白石柱) | (예)육군대장 | 경남 진주 | 육사 8기 4반 | 1985년 2월 26일 ∼ 1987년 9월 16일  | 국보위                                      |
| 제5공화국        | 15   | 24대    | 최경록(崔慶祿) | (예)육군중장 | 충북 음성 | 군영         | 1987년 9월 17일 ∼ 1988년 4월 28일  | 교통부 장관 역임                            |
| 노태우 정부      | 16   | 25·26대 | 소준열(蘇俊烈) | (예)육군대장 | 전남 구례 | 육사 10기    | 1988년 4월 29일 ∼ 1994년 4월 26일  |                                             |
| 김영삼 정부      | 17   | 27·28대 | 장태완(張泰玩) | (예)육군소장 | 경북 칠곡 | 육종 11기    | 1994년 4월 26일 ∼ 2000년 3월 15일  |                                             |
| 김대중 정부      | 18   | 29·30대 | 이상훈(李相薰) | (예)육군대장 | 충북 청원 | 육사 11기    | 2000년 4월 22일 ~ 2006년 4월 21일  | 국방부 장관 역임                            |
| 노무현 정부      | 19   | 31·32대 | 박세직(朴世直) | (예)육군소장 | 경북 구미 | 육사 12기    | 2006년 4월 21일 ~ 2009년 7월 27일  | 하나회, 국가안전기획부장 역임               |
| 이명박 정부      | 20   | 33·34대 | 박세환(朴世煥) | (예)육군대장 | 경북 안동 | 학군 1기     | 2009년 9월 25일 ~ 2015년 4월 10일  |                                             |
| 박근혜 정부      | 21   | 35대    | 조남풍(趙南豊) | (예)육군대장 | 충남 서천 | 육사 18기    | 2015년 4월 10일 ~ 2016년 1월 13일  | 제1야전군사령관,국군보안사령관 역임         |
| 문재인 정부      | 22   | 36대    | 김진호(金辰浩) | (예)육군대장 | 서울      | 학군 2기     | 2017년 8월 11일 ~ 2022년 4월 13일  | 합동참모의장 역임                           |
| 윤석열 정부      | 23   | 37대    | 신상태(申相泰) | (예)육군대위 | 경북 구미 | 3사 6기      | 2022년 4월 13일 ~                  | 현임                                        |

## 같이 보기
- 대한민국 국군
- 대한민국 국방부
- 대한민국 국가보훈부
- 코나스